# Nur die Liebe läßt uns leben
Nur die Liebe läßt uns leben war der deutsche Beitrag zum Eurovision Song Contest 1972, der von Mary Roos in deutscher Sprache aufgeführt wurde.

## Entstehung und Inhalt
Nur die Liebe läßt uns leben ist ein deutscher Schlager, der von Joachim Relin geschrieben und von Joachim Heider komponiert wurde. Die Produktion erfolgte durch Roland Schneider. Das Lied preist die Liebe selbst, wobei die Protagonistin betont, wie sehr sie alle glücklich macht und den Menschen etwas gibt, wofür sie leben können. Roos nahm den Titel auch auf Englisch (Wake Me Early in the Morning), Französisch (Nous) und Italienisch (Non sono più bambina) auf.

## Veröffentlichung und Rezeption
Die Single erschien auf dem deutschsprachigen Markt im März 1972 bei CBS und beinhaltet das Stück Die Liebe kommt leis’ als B-Seite. In Deutschland erreichte Nur die Liebe lässt uns leben in neun Chartwochen mit Rang 17 seine höchste Chartnotierung in den Singlecharts. Die Single wurde zum siebten Charthit für Roos in Deutschland.

## Grand Prix
Das Lied wurde am Abend des Grand Prix als erstes aufgeführt, vor Betty Mars aus Frankreich mit Comé-comédie. Dirigent war Paul Kuhn. Am Ende der Abstimmung hatte der Titel 107 Punkte erhalten und belegte in einem Feld von 18 den dritten Platz.